# Ilha Saso
Ilha Saso é uma ilha próxima a costa do Iémen. Está localizada no Mar Vermelho a 16° 54′ 00″ N, 41° 42′ 00″ L. No século XV, havia uma uma rota de navegação conhecida a oeste da ilha.